# Liste der Monuments historiques in Bazincourt-sur-Saulx
Die Liste der Monuments historiques in Bazincourt-sur-Saulx führt die Monuments historiques in der französischen Gemeinde Bazincourt-sur-Saulx auf.

## Liste der Immobilien
| Bezeichnung                     | Beschreibung            | Standort                 | Kennzeichnung | Schutzstatus | Datum     | Bild           |
| ------------------------------- | ----------------------- | ------------------------ | ------------- | ------------ | --------- | -------------- |
| Château de Bazincourt-sur-Saulx | aus dem 16. Jahrhundert | 2 rue du Moulin (Lage)   | PA00106495    | Classé       | 1923 1967 |                |
| Kirche St-Pierre-ès-Liens       | ab dem 12. Jahrhundert  | Place de l’Église (Lage) | PA00106494    | Inscrit      | 1968      | weitere Bilder |

## Liste der Objekte
| Bezeichnung               | Beschreibung                        | Standort                                      | Kennzeichnung | Schutzstatus | Datum | Bild |
| ------------------------- | ----------------------------------- | --------------------------------------------- | ------------- | ------------ | ----- | ---- |
| Skulptur Madonna mit Kind | Stein, 16. Jahrhundert              | außen an der Kirche St-Pierre-ès-Liens (Lage) | PM55000109    | Classé       | 1915  |      |
| Rechter Seitenaltar       | Altartisch und Retabel; Stein, 1735 | in der Kirche St-Pierre-ès-Liens (Lage)       | PM55001570    | Inscrit      | 1999  |      |
| Linker Seitenaltar        | Nischenretabel; Stein, bemalt, 1621 | in der Kirche St-Pierre-ès-Liens (Lage)       | PM55000108    | Classé       | 1913  |      |